# José Alberto Llaguno Farías
José Alberto Llaguno Farías, S.J. (Monterrey, Nuevo León, 7 de agosto de 1925 - Creel, Chihuahua, 26 de febrero de 1992). Fue un religioso y obispo católico mexicano, miembro de la Compañía de Jesús. Destacó como líder social y defensor de los derechos humanos, principalmente de los indígenas tarahumaras, siendo identificado como uno los obispos mexicanos partidarios de la denominada teología de la liberación. Ocupó el cargo de  Obispo-vicario apostólico de Tarahumara entre 1975 y 1992.

## Biografía
José Llaguno Farías nació en la ciudad de Monterrey, Nuevo León, hijo del empresario textil Jesús Llaguno Cantú y de Virginia Farías García-Muguerza, bisnieta de Juan Francisco de Farías. A los 18 años ingreso en el noviciado de la Compañía de Jesús. Durante sus estudios, fue destinado durante dos años a misión jesuita en la Sierra Tarahumara de Chihuahua, siendo esta su primera experiencia en dicha región y durante la cual tuvo la oportunidad de aprender la lengua raramuri. Fue ordenado sacerdote a la edad de 26 años y dos años después fue destinado a Roma, donde estudió derecho canónico.
En 1962 fue nuevamente destinado a la misión de la Tarahumara, constituida entonces en un Vicariato apostólico a cargo de la orden jesuita. Al año siguiente, 1963, fue nombrado vicario general del entonces primer Obispo Salvador Martínez Aguirre. En 1973 Martínez Aguirre renunció al ejercicio del episcopado por motivos de salud y entonces Llaguno fue nombrado administrador apostólico del vicariato.

### Episcopado
El 28 de febrero de 1975 el papa Pablo VI lo nombró nuevo vicario apostólico de Tarahumara, y como se acostumbraba en aquel momento, le dio una sede titular como obispo, en su caso la de Mozotcori. Fue consagrado obispo el 13 de abril del mismo año, fungiendo como consagrante principal el entonces delegado apostólico en México, Mario Pio Gaspari, y como co-consagrantes el arzobispo de Chihuahua, Adalberto Almeida y Merino, y el vicario apostólico dimisionario, Salvador Martínez Aguirre, quien mantenía la sede titular de Arca in Armenia.

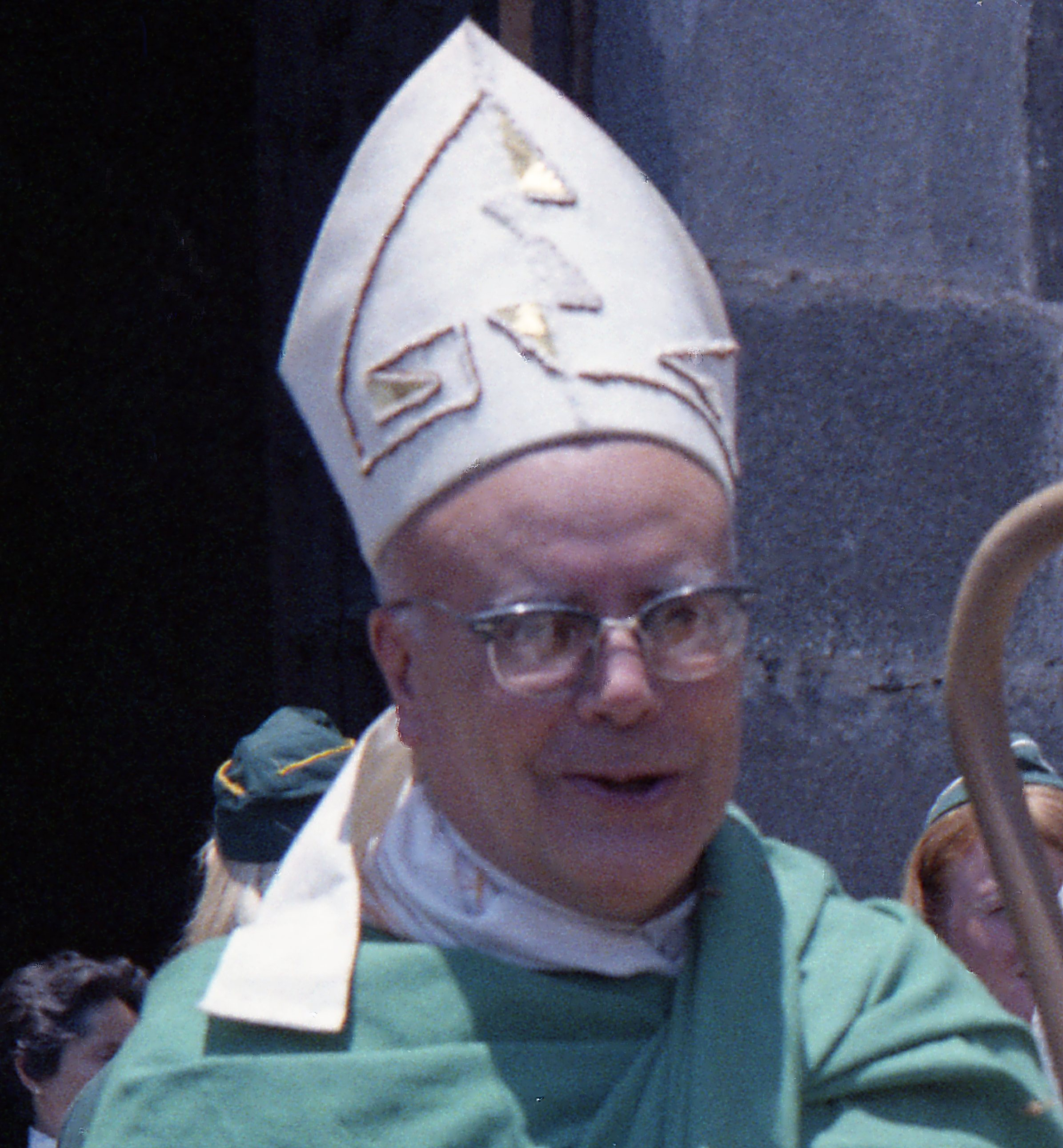
Sergio Méndez Arceo, obispo de Cuernavaca de 1952 a 1982. Principal ideólogo de la Teología de la Liberación en México.

Durante todo su episcopado, Llaguno destacó por la aplicación de la tesis teológicas derivadas del Concilio Vaticano II y de la Conferencia de Medellín, caracterizadas por la denominada inculturación del evangelio entre las comunidades indígenas y la opción preferencial por los pobres, que lo hizo identificarse con la teología de la liberación; junto con otros obispos mexicanos como Sergio Méndez Arceo, Samuel Ruiz García, Arturo Lona Reyes, Bartolomé Carrasco Briseño, Serafín Vázquez Elizalde y Hermenegildo Ramírez Sánchez, entre otros.
Era conocido por su trato afable y su sencillez, siendo llamado comúnmente como Pepe Llaguno y solía trasladarse de un punto a otro de la Sierra en una avioneta que el mismo piloteaba, y con la que podía sortear de más fácil manera los accidentes geográficos de su vicariato. Fue un firme defensor de los derechos humanos y promovió en 1988 la fundación del Comité de Solidaridad y Defensa de los Derechos Humanos (COSYDDHAC), que presidió hasta su muerte. 
En 1986 se llevaron a cabo en el estado de Chihuahua unas controvertidas elecciones de gobernador, en las que fue declarado triunfador el candidato del PRI, Fernando Baeza Meléndez; sin embargo, la sociedad civil y el candidato opositor, Francisco Barrio Terrazas, del PAN, denunciaron fraude electoral; la iglesia católica local, encabezada por el metropolitano Almeida y Merino y respaldado por Llaguno y el Obispo de Ciudad Juárez, Manuel Talamás Camandari, secundó la denuncia de fraude y en protesta anunciaron la suspensión de cultos para el domingo siguiente a la elección. Tal protesta fue detenida por la intervención del entonces delegado apostólico en México, Girolamo Prigione, a petición del secretario de Gobernación, Manuel Bartlett Díaz.
Tras este hecho, Llaguno, junto con Almeida y Talamás, fueron catalogados como obispos conflictivos y politizados, y se buscó su desplazamiento por parte del ala conservadora de la iglesia mexicana, que controlaba sus instancias de poder con el apoyo del gobierno. En 1991 le fue diagnosticado un cáncer, del que fue atendido en El Paso, Texas; tras sobrellevar una operación quirúrgica y ante la irremediabilidad del padecimiento, pidió ser trasladado a la clínica de Creel, Chihuahua, en la que se atendía a los indígenas tarahumaras. Ahí murió el 26 de febrero de 1992.
Su funeral fue celebrado multitudinariamente en Sisoguichi, sede del Vicariato Apostólico el 28 de febrero. Una primera eucaristía fue concelebrada por los obispos Ruiz García, Carrasco Briseño, Lona Reyes y Ramírez Sánchez. La segunda fue presidida por el entonces presidente de la Conferencia del Episcado Mexicano, Adolfo Antonio Suárez Rivera y concelebrada por los obispos de la provincia eclesiástica de Chihuahua; contó con la asistencia del entonces gobernador Fernando Baeza Meléndez, quien públicamente manifestó su admiración por Llaguno, aun cuando este había denunciado la ilegitimidad de su elección.
Fue sepultado al pie de la única torre de la entonces Catedral del Dulce Nombre de María en Sisoguichi. Un año y medio después, el vicariato apostólico fue elevado a diócesis de Tarahumara, y los sucesores de Llaguno dejaron de ser jesuitas.